# Clara Bonaldi
Pour les articles homonymes, voir Bonaldi.
Clara Bonaldi, née le 9 mai 1937 à Dombasle-sur-Meurthe et morte le 24 novembre 2006 à Paris 15e, est une violoniste française.

## Biographie
Clara Bonaldi commence à l’âge de six ans l’étude du violon dans la ville de Gray. Devant ses dons et progrès rapides, son professeur décide de l’envoyer au conservatoire de Nancy dans la classe de Vital Lahana, avec lequel elle a toujours conservé des relations amicales. Elle y obtient bientôt un premier prix. Parmi les membres du jury figure le violoniste René Benedetti qui exprime le désir de l’accueillir dans sa classe au Conservatoire national supérieur de musique de Paris. Elle y suit également les cours de musique de chambre dans la classe du célèbre quartettiste Joseph Calvet, et elle forme un duo avec la pianiste Sylvaine Billier. 
Joseph Calvet leur conseille de se présenter au concours international de Munich. En 1963, elles y remportent un premier prix très marquant avec, entre autres, une interprétation impressionnante de la deuxième sonate de Béla Bartók. Ce prix marque le début d’une carrière internationale et permet la réalisation de leur premier disque consacré aux sonates no 1 et 2 de Robert Schumann. Suit un autre microsillon comportant les deux sonates de Béla Bartók. Ces disques sont accueillis avec enthousiasme par la presse étrangère et française, avec notamment un élogieux article signé Maurice Fleuret.
Clara Bonaldi poursuit ses activités de musique de chambre avec Sylvaine Billier, puis Noël Lee. Elle joue également au festival de Besançon, avec le pianiste Claude Helffer, une œuvre très marquante du compositeur Iannis Xenakis : Dikhthas. Mais elle joue aussi en soliste avec orchestre sous la direction de chefs tels que Jean-Pierre Jacquillat, Armin Jordan, Piero Gamba, José Serebrier, André Girard et Jean Martinon.
En 1980, elle est invitée pour une très importante tournée de plus de vingt concerts en Australie où elle joue dans les principales villes la Symphonie espagnole d’Édouard Lalo.
Sa discographie, outre les sonates de Robert Schumann et de Béla Bartók, comporte les œuvres de musique de chambre de Maurice Ravel avec Noël Lee et Yvan Chiffoleau, l’intégrale de l’œuvre pour violon et piano de Joaquín Turina avec la pianiste Ester Pinéda, trois mouvements pour violon et orgue de Jehan Alain, puis une œuvre écrite pour elle par Claude Ballif, Haut les Rêves, hommage à Gaston Bachelard, avec l’orchestre philharmonique de Radio France sous la direction de Michel Tabachnik. De Claude Ballif, elle a également interprété sur disque la sonate pour violon et piano. Citons enfin, dans sa discographie, quatre sonates d’Albinoni avec Luciano Sgrizzi, les deux sonates pour violon et piano de Gabriel Fauré, la suite italienne d’Igor Stravinsky et l’intégrale des œuvres pour violon et piano de Franz Schubert.
Parmi ses grands succès de concerts, rappelons son interprétation avec l’orchestre de Richmond (Virginie) du Poème de Ernest Chausson et de Tzigane de Maurice Ravel.
Elle a créé à Paris à la Maison de Radio France Expressioni Varianti du compositeur polonais Tadeusz Baird, qu’elle a ensuite repris avec l’orchestre de Brême dirigé par Otmar Mácha.
Elle a également consacré une partie de son temps à l’enseignement au conservatoire de Mantes-la-Jolie et au conservatoire de Versailles, formant ainsi de nombreux émules dont le talentueux Julien Dieudegard.